# بیتریس (نبراسکا)
بیتریس(به انگلیسی: Beatrice) شهری در ایالت نبراسکا کشور ایالات متحده آمریکا است که جمعیت آن در سرشماری سال ۲۰۱۰ میلادی، ۱۲٬۴۵۹ نفر بوده‌است.

## جغرافیا
براساس اداره سرشماری ایالات متحده ، مساحت این شهر 9.11 مایل مربع (23.59 کیلومتر مربع) است که 9.02 مایل مربع (23.36 کیلومتر مربع) زمین و 0.09 مایل مربع (0.23 کیلومتر مربع) آب است. 

## موقعیت جغرافیایی
موقعیت جغرافیایی شهرها و مناطق اطراف به شرح زیر است: